# آکادمی دولتی هنر و دیزاین خارکیف
آکادمی دولتی هنر و دیزاین خارکیف (اوکراینی: Харківська державна академія дизайну та мистецтв) یا KSADA (اوکراینی: ХДАДМ) یک مؤسسه هنری تأسیس شده در سال ۱۹۲۱م. واقع در خارکیف، اوکراین است. این مؤسسه یکی از قدیمی‌ترین آموزشگاه‌های عالی هنر در اوکراین می‌باشد. این آکادمی زیر نظر وزارت فرهنگ هنر اوکراین و به عنوان یک دانشگاه دولتی با درجه ۴ اداره می‌شود. این دانشگاه از چهار دانشکده اصلی تشکیل شده‌است: دانشگده هنرهای زیبا، دانشکده دیزاین، دانشکده طراحی محیطی و دانشکده سمعی بصری و مطالعات خارج از دانشگاه.

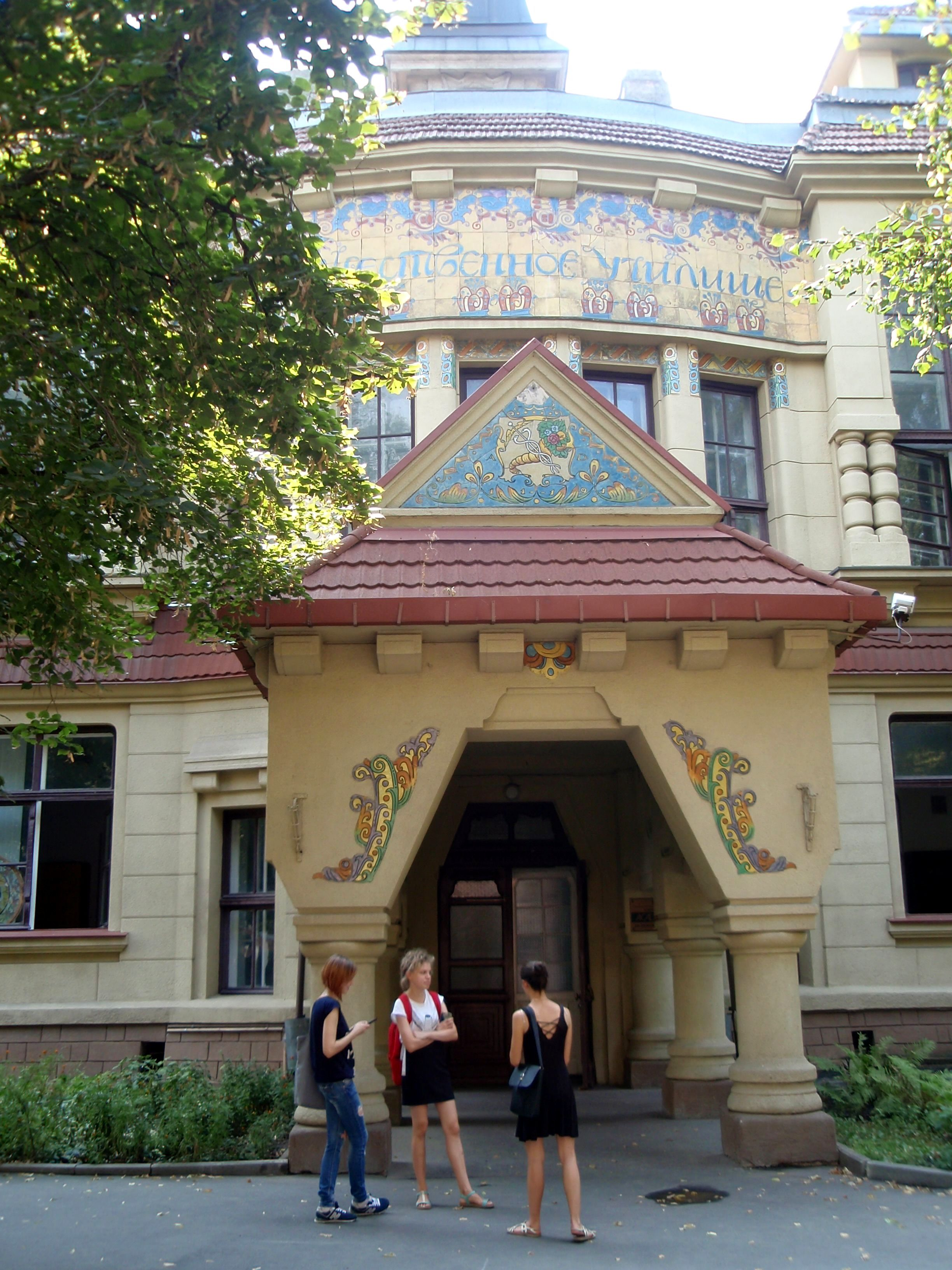
جمعی از دانشجویان مقابل در ورودی دانشگاه

## فارغ التحصیلان معروف
- آناتولی ناسدکین (۱۹۲۴ - ۱۹۹۴)، نقاش اوکراینی شوروی و برنده جایزه ملی شوچنکو
- نیکولای بارتوسیک (۱۹۵۱ – )، نقاش اوکراینی-آمریکایی
- پاولو ماکوف (۱۹۵۸ –)، هنرمند اوکراینی
- سرگئی سویاچنکو (۱۹۵۲ – ) هنرمند کلاژ اوکراینی- دانمارکی
- ویکتور پولتاوتس (۱۹۲۵ - ۲۰۰۱)، هنرمند اوکراینی دوره شوروی
- ویکتور سیدورنکو (۱۹۵۳ –)، نقاش اوکراینی و معاون آکادمی ملی هنر اوکراین
- یاوهن شاتوخین (۱۹۴۷ – ۲۰۱۲)، نقاش و فعال سیاسی بلاروسی
- یهون یهوروی  (۱۹۱۷ - ۲۰۰۵)، طراح گرافیک شوروی-اوکراینی